# Яраві, пісні любові й смерті
Яраві, пісні любові й смерті — вокальний цикл Олів'є Мессіана, перший у триптиху творів, що включає також Турангалілу-симфонію і «П'ять переспівів». Написаний у 1945 році. Цикл заснований на перуанському фольклорі, саме слово «Яраві» означає піснь любові, що триває до самої смерті закоханих.
Цикл складається з 12 пісень загальною тривалістю 50 хвилин:
1. La ville qui dormait, toi («Місто, що спало, ти»)
2. Bonjour toi, colombe verte («Здрастуй, зелений голубе»)
3. Montagnes(«Гори»)
4. Doundou tchil
5. L'amour de Piroutcha («Любов Пірутчі»)
6. Répétition planétaire («Всесвітній повтор»)
7. Adieu («Прощавай»)
8. Syllabes («Склади»)
9. L'escalier redit, gestes du soleil («Сходи повторюють, жести сонця»)
10. Amour oiseau d'étoile («Любов зоряного птаха»)
11. Katchikatchi les étoiles («Качікачі зірок»)
12. Dans le noir («У темряві»)